# Banksia benthamiana
Banksia benthamiana är en tvåhjärtbladig växtart som beskrevs av Charles Austin Gardner. Banksia benthamiana ingår i släktet Banksia och familjen Proteaceae. Inga underarter finns listade i Catalogue of Life.